# Aziatische Spelen 1970
De zesde Aziatische Spelen werden gehouden in het Thaise Bangkok van 24 augustus tot 4 september 1970. In eerste instantie zou het evenement gehouden worden in Seoel, Zuid-Korea. Na het ontvangen van veiligheidswaarschuwingen uit Noord-Korea besloot Zuid-Korea af te zien van het organiseren van de Spelen. Organisator van de vorige editie, Thailand, sprong in en besloot de Aziatische Spelen te organiseren, echter met het geld dat oorspronkelijk in en door Zuid-Korea zou worden gebruikt. Een totaal van 2400 atleten uit 18 verschillende landen namen deel aan de zesde Aziatische Spelen, waarin de sport zeilen zijn debuut maakte.
De officiële opening in het Suphachalasaistadion werd verricht door koning Rama IX.

## Sporten
| - Atletiek - Badminton - Basketbal - Boksen - Wielrennen - Voetbal - Hockey | - Zeilen - Schietsport - Zwemmen - Volleybal - Gewichtheffen - Worstelen |

## Medaillespiegel
| Medaillespiegel | Medaillespiegel | Medaillespiegel | Medaillespiegel | Medaillespiegel | Medaillespiegel |
| --------------- | --------------- | --------------- | --------------- | --------------- | --------------- |
| Rang            | Land            | Gold            | Silver          | Bronze          | Totaal          |
| 1               | Japan           | 74              | 47              | 23              | 144             |
| 2               | Zuid-Korea      | 18              | 13              | 23              | 54              |
| 3               | Thailand        | 9               | 17              | 13              | 39              |
| 4               | Iran            | 9               | 7               | 7               | 23              |
| 5               | India           | 6               | 9               | 10              | 25              |
| 6               | Israël          | 6               | 6               | 5               | 17              |
| 7               | Maleisië        | 5               | 1               | 7               | 13              |
| 8               | Birma           | 3               | 2               | 7               | 12              |
| 9               | Indonesië       | 2               | 5               | 17              | 24              |
| 10              | Ceylon          | 2               | 2               | 0               | 4               |
| 11              | Filipijnen      | 1               | 9               | 12              | 22              |
| 12              | Taiwan          | 1               | 5               | 12              | 18              |
| 13              | Pakistan        | 1               | 2               | 7               | 10              |
| 14              | Singapore       | 0               | 6               | 9               | 15              |
| 15              | Cambodja        | 0               | 2               | 3               | 5               |
| 16              | Vietnam         | 0               | 0               | 2               | 2               |
| Totaal          | Totaal          | 137             | 133             | 157             | 427             |

1951 ·
1954 ·
1958 ·
1962 ·
1966 ·
1970 ·
1974 ·
1978 ·
1982 · 
1986 · 
1990 · 
1994 · 
1998 · 
2002 · 
2006 · 
2010 · 
2014 · 
2018 · 
2022